# Джонатан Шеффер
Джонатан Шеффер Герберт (англ. Jonathan Schaeffer; нар. 1957, Торонто)  — канадський дослідник і професор Університету Альберти і Голова досліджень в галузі штучного інтелекту в Канаді.

## Біографія
Народився 1957 року в Торонто (Онтаріо, Канада).

### Освіта
Отримав ступінь бакалавра наук у 1979 році в університеті Торонто.
Отримав ступінь магістра математики у 1980 році та ступінь доктора наук у 1986 році в Університеті Ватерлоо.
В 20 років став національним майстром гри в шахи, але з тих пір не брав участі у змаганнях.

### Зайнятість
1984–1985 — викладач комп'ютерних наук Університету провінції Альберта 

1985–1989 — доцент комп'ютерних наук Університету провінції Альберта 

1989–1994 — доцент комп'ютерних наук Університету Альберти 

1994 — даний час — професор комп'ютерних наук Університету провінції Альберта 

2005–2008 — голова з питань комп'ютерних наук, Університет Альберти 

2008 — даний час — заступник проректора і заступник віце-президента (інформаційні технології)
Він очолював групу, яка писала програму Chinook, найсильнішу у світі програму для гри в шашки, після роботи по написанню програм для гри в шахи. Бере участь в робочій групі Університету Альберти, що називається ІГРИ та розробляє системи для гри в покер. Шеффер також є основним розробником Polaris, програми, що призначена для гри в Техаський варіант покеру.
Основними напрямками діяльності є штучний інтелект та високопродукційні обчислення.

### Нагороди та почесні звання
- Університет Альберти Викладацька премія групи, 2009.
- Іменований почесний професор університету в університеті Альберти, 2008 рік.
- Канадське товариство обчислювальних досліджень інтелекту (CSCSI) премія за заслуги: 2008 рік.
- У статті «Checkers is Solved» Джонатан Шеффер і співавт. опублікованій в Science виграв International Computer Games Association — Премія за найкращу публікацію за 2007 рік.
- Вирішена гра в шашки (+500000000000 мільярдів позицій), найбільша обчислювальна задача, щоб була оптимально вирішена до цього часу (2007 р.).
- Обрано членом Королівського товариства Канади, 2007 рік.
- Alberta Ingenuity Center for Machine Learning (Майкл Боулінг, Ренді Гебель, Рассел Грейнер, Роберт Голт, Джонатан Шеффер, Дейл Шуурманс, і Річард Саттон): премія за лідерство, 2006.
- Премія за найкращу статтю з теорії ігор в Північній Америці, 2006 р., за роботу «Adapting a Commercial Role-Playing Game for Educational Computer Game Production»
- Голова iCORE з дослідження високопродуктивних систем штучного інтелекту, 2006–2011 рр..
- Заслужений приз Міжнародної об'єднаної конференції з штучного інтелекту (IJCAI), 2005 р.: « Solving Checkers»
- Заслужений приз Міжнародної об'єднаної конференції з штучного інтелекту (IJCAI), 2003 рік: « Approximating Game-Theoretic Optimal Strategies for Full-scale Poker»
- Найкращий сайт приз на Міжнародній спільній конференції з штучного інтелекту (IJCAI) 2003 року: «Multiple Agents Moving Target Search»
- Почесний доктор, Університет Lethbridge 2002 року.
- Приз за найкращу статтю канадського Ш. І. на конференції (AI'02), 2002 р.: 
 «Transposition Table Driven Work Scheduling n Distributed Game-Tree Search»
- Canada Research Chair з 2002 року по теперішній час.
- Приз за найкращу статтю, 7-й Міжнародний семінар на високому рівні про Паралельні моделі програмування і підтримуючі середовища (HIPS'2002): «Створення паралельних програм з шаблонів дизайну Wavefront»
- Голова iCORE високопродуктивних систем штучного інтелекту, 2001–2006 рр..
- Член Американської асоціації штучного інтелекту (AAAI), 2000.
- Університет Альберти: премія Губернатора з відзнакою, 1997.
- Killam професор Університету Альберти, 1997-98 рр.
- McCalla професор Університету Альберти, 1996-97 рр.
- Приз за найкращу статтю (з Джо Калберсон), Канадське товариство з обчислювальної дослідження інтелекту (CSCSI) 96.
- Приз за найкращу статтю (з Aske Plaat, Арі де Bruin і Вім Pijls), 1994-95, Міжнародна комп'ютерна шахова асоціація.
- Автор програми Chinook, Світового чемпіону з шашок. Chinook був визнаний Книгою рекордів Гіннеса як перший комп'ютер, що виграв чемпіонат світу у людини в будь-якій грі.
- Автор програми Phoenix, яку ставлять на перше місце в 1986 році чемпіонаті світу з комп'ютерних шахів .

## Програма для гри в шашки
У 1990 році Chinook завоював право грати в людському чемпіонату світу, ставши другим після Меріона Тінслі зі США. Спочатку Американська федерація шашок та Англійська Асоціація з гри в шашки були проти участі комп'ютера в людському чемпіонаті. Коли Тінслі пішов у відставку в знак протесту, ACF і EDA створили нову категорію: «Світовий чемпіонат людини проти машини», і замагання тривали.
У матчі-реванші, Chinook був оголошений чемпіоном світу з шашок в категорії «людина-машина» в 1994 році в матчі проти Меріона Тінслі після шести нічиїх і відставки Тінслі в зв'язку з раком підшлункової залози. Незважаючи на те, що Chinook став чемпіоном світу, він ніколи не переміг найкращого гравця всіх часів, Тінслі.
У 1995 році Chinook захистив свій титул чемпіона світу в грі проти Дона Лафферті.
У 2007 році після 18 років обчислень, Джонатан Шеффер довів, що шашки завжди приводить до нічиєї, якщо жоден з гравців не робить помилки.

## Покер бот Поляріс
Шеффер керує дослідницькою групою по написанню програм для гри в покер в Університеті Альберти, яка розробла декілька сильних комп'ютерних програм для гри в Техаський покер. Найбільш раннім та найзагальнішим з них є Poki, в якому використовується метод Монте-Карло, щоб вибрати дії під час гри. Останнім часом група зосередилася на варіанті з двома гравцями, був розроблений цілий ряд програм, які приблизно рівні по Нешу у стратегії гри. Деякі з цих програм (таких як Poki, SparBot і VexBot) присутні в таких продуктах, як Poker Academy від BioTools.
У липні 2007 року Шеффер оголосив змагання нової програми групи, Polaris, проти двох людей-професіоналів, Філа Лаак та Алі Ісламі. Конкурс був проведений у 2007 році на конференції з питань штучного інтелекту (AAAI). З чотирьох матчів проти професіоналів, Polaris виграв один, зіграв в нічию один, і двічі програв, загалом, люди виграли.

## Публікації

### Книга One Jump Ahead[Архівовано10 грудня 2011 уWayback Machine.]
Опис книги від видавництва: «Нове видання цієї незвичайної книги описує створення чемпіону світу з комп'ютерних програми, Chinook. Усього лише через два роки, Chinook став гідним суперником для чемпіона світу, і протягом чотирьох років, переміг усіх світових топ гравців людей. Джонатан Шеффер, творець і керівник команди Chinook, виявив помилки і технічні проблеми і постійно прикладав зусилля для підвищення продуктивності Chinook, виключаючи вплив людського фактору на роботу програми. Розвиток Chinook починається в 1988 році як невинне запитання, поставлене під час обіду, за яким слідує фінальний матч проти тодішнього чемпіона світу, Меріона Тінслі, і закінчується його тріумфом. Відверті розповіді Шеффера, нові анекдоти, оновлені матеріали та описи технології, а також додаткові фотографії і малюнки, допомагають скласти думку, і дати оцінку тим, хто прагне досягти досконалості в комп'ютерних шашках.»

### Штучний інтелект (з 2009 р)
• Peter Yap, Neil Burch, Robert Holte, and Jonathan Schaeffer. Block A*: Database-Driven Search with Applications in Any-angle Path-Planning. Association for the Advancement of Artificial Intelligence (AAAI), 2011. To appear. [Архівовано 30 грудня 2011 у Wayback Machine.]

• Ariel Felner, Uzi Zahavi, Robert Holte, Jonathan Schaeffer, and Nathan Sturtevant. Inconsistent Heuristics in Theory and Practice. Artificial Intelligence, 2011. To appear. [Архівовано 30 грудня 2011 у Wayback Machine.] 

• Mesut Kirci, Nathan Sturtevant, and Jonathan Schaeffer. A GGP Feature Learning Algorithm. Kunstliche Intelligenz, 2011. German journal on
artificial intelligence. To appear. 

• Mike Carbonaro, Duane Szafron, Maria Cutumisu, and Jonathan Schaeffer.Computer-game Construction: A Gender-neutral Attractor to Computing Science. Computers and Education, 55(3):1098-1111, 2010 [Архівовано 14 липня 2012 у Wayback Machine.] 

• Neil Burch, Robert Holte, Martin Muuller, David O'Connell, and Jonathan Schaeffer. Automating Layouts of Sewers in Subdivisions. In European
Conference on artificial Intelligence (ECAI), pages 655–660, 2010. 

• Ariel Felner, Nathan Sturtevant, Jonathan Schaeffer, and Carsten Moldenhauer. Single Frontier Bidirectional Search. In Association for the Advancement of Artificial Intelligence (AAAI), pages 59-64, 2010. [Архівовано 30 грудня 2011 у Wayback Machine.] 

• Meir Goldenberg, Ariel Felner, Nathan Sturtevant, and Jonathan Schaeffer. Portal-Based True-Distance Heuristics for Path Finding. In Symposium on Combinatorial Search (SoCS), pages 39-45. [Архівовано 30 грудня 2011 у Wayback Machine.] 

• Richard Valenzano, Nathan Sturtevant, Jonathan Schaeffer, Karen Buro, and Akihiro Kishimoto. Simultaneously Searching with Multiple Settings: An Alternative to Parameter Tuning for Suboptimal Single-Agent Search Algorithms. In International Conference on Automated Planning and Scheduling (ICAPS), pages 177–184, 2010 [Архівовано 30 грудня 2011 у Wayback Machine.]. 

• Robert Holte, Jonathan Schaeffer, and Ariel Felner. Mechanical Generation of Admissible Heuristics, 2010. 

• Jonathan Schaeffer. One Jump Ahead: Computer Perfection at Checkers. Springer Verlag, 2009. Extensively revised second edition of One Jump Ahead (1997), including over 100 pages of new material [Архівовано 10 грудня 2011 у Wayback Machine.] 

• Zhifu Zhang, Nathan Sturtevant, Robert Holte, Jonathan Schaeffer, and Ariel Felner. A* Search with Inconsistent Heuristics. In International Joint Conference on Articial Intelligence (IJCAI), pages 634–639, 2009. [Архівовано 30 грудня 2011 у Wayback Machine.] 

• Nathan Sturtevant, Ariel Felner, Max Barer, Jonathan Schaeffer, and Neil Burch. Memory-Based Heuristics for Explicit State Spaces. [Архівовано 30 грудня 2011 у Wayback Machine.] In International Joint Conference on Articial Intelligence (IJCAI), pages 609–614, 2009. 

• Ariel Felner, Nathan Sturtevant, and Jonathan Schaeffer. Abstraction-Based Heuristics with True Distance Computations. In Symposium on Abstraction, Reformulation and Approximation (SARA), 2009. 

• Mesut Kirci, Nathan Sturtevant, and Jonathan Schaeffer. Feature Learning Using State Differences. [Архівовано 30 грудня 2011 у Wayback Machine.] In IJCAI Workshop on General Game Playing, pages 35–42, 2009. 

• Mehdi Samadi, Fatemeh Asr, Jonathan Schaeffer, and Zohreh Azimifar. Extending the applicability of pattern and endgame databases. IEEE Trans actions on Computational Intelligence and AI in Games, 1(1):28-38, 2009.